# Any comú
L'any comú és l'any civil de 365 dies, un menys que els anys de traspàs. El repartiment dels anys civils en anys comuns i de traspàs es fa d'acord amb el calendari gregorià: en cada període de 400 anys n'hi ha 303 de comuns i 97 de traspàs. Vegeu any de traspàs, per veure com s'alternen.